# Alsócsernye
Alsócsernye (1899-ig Czernyina, szlovákul: Černina) község Szlovákiában, az Eperjesi kerület Homonnai járásában.

## Fekvése
Homonnától 17 km-re északnyugatra, az Alacsony-Beszkidek déli részén, az Ondava völgyében fekszik.

## Története
1492-ben említik először, a homonnai uradalom réze volt.
A 18. század végén Vályi András így ír róla: „Czernina. Tót falu Zemplén Vármegyében, földes Ura Matyasovszky, és Pothorányi Uraságok, lakosai katolikusok, fekszik Jánkótzhoz nem meszsze, ’s ennek filiája, legelője elég, ’s marhával is nem haszontalan kereskednek lakosai, határbéli földgyének egy része soványas, más része pedig nem terméketlen, harmadik Osztálybéli.”
Fényes Elek 1851-ben kiadott geográfiai szótárában így ír a faluról: „Czernyina, tót falu, Zemplén vgyében, Jankócz fiókja: 209 kath. lak., 672 hold szántófölddel. F. u. Marjássy, Poturnyai. Ut. post. Nagy-Mihály.”
Borovszky Samu monográfiasorozatának Zemplén vármegyét tárgyaló része szerint: „Alsócsernye, azelőtt Czernyina. Tót kisközség, mindössze 25 házzal és 152 róm. kath. vallású lakossal, kiknek itt templomuk nincsen. Postája, távírója és vasúti állomása Homonna. Hajdan a Homonnaiak birtoka volt, azután a Máriássy és a Pothurnay családoké lett. Most nagyobb birtokosa nincsen.”
1920 előtt Zemplén vármegye Homonnai járásához tartozott.

## Népessége
| Év:            | 1994. | 2004.    | 2014.   | 2024.    |
| -------------- | ----- | -------- | ------- | -------- |
| Emberek száma: | 208   | 183      | 179     | 152      |
| Eltérés:       |       | -12,01 % | -2,18 % | -15,08 % |

| Év:            | 2023. | 2024.   |
| -------------- | ----- | ------- |
| Emberek száma: | 148   | 152     |
| Eltérés:       |       | +2,70 % |

1910-ben 132, túlnyomórészt szlovák lakosa volt.
2001-ben 195 szlovák lakosa volt.
2011-ben 181 lakosából 173 szlovák.